# Mpanyani
Mpanyani ist ein Verwaltungsbezirk (englisch Ward) des Distrikts Masasi in der tansanischen Region Mtwara.

## Geografie
Mpanyani liegt im Südosten von Tansania etwa 30 Kilometer nordnordwestlich der Distrikthauptstadt Masasi.
Der Bezirk grenzt im Norden und im Nordosten an die Region Lindi, im Südosten an den Bezirk Lukuledi und im Süden und im Westen an Chiwale. Bei der Volkszählung 2022 lebten 9473 Menschen in 2832 Haushalten auf einer Fläche von 107 Quadratkilometern.

## Gliederung
Der Bezirk besteht aus fünf Gemeinden (Mtaa) mit 26 Orten (Kitongoji):
| Mpanyani - Kilimai Hewa - Ghalani - Mapokezi - Juhudi - Chemchem | Muungano - Newala - Mashineni - Majimaswela - Mkuti - Msikitini - Nagambe | Mihima - Uzuri - Majengo - Mtoni - Ikulu - Uhuru | Nambawala A - Kiwanjani - Shuleni - Mageuzi - Songambele - Tandale | Nambawala B - Madukani - Msikitini - Mchangani - Jiungeni - Kilima Hewa |